# Ningyuan
Ningyuan  (en chino, 宁远; pinyin, Níng·Yuǎn) es un condado  bajo la administración directa de la Prefectura Yongzhou en la Provincia de Hunan, República Popular China.  Su área es de 2500 km² y su población total para 2010 superó los 700 mil habitantes. 

## Administración
Desde octubre de 2022, el  Condado Ningyuan  se divide en 20 pueblos que se administran en 4 subdistritos,  12 poblados y 4 villas étnicas. 

## Toponimia
El topónimo Ningyuanse compone de los sinogramas Ning (tranquilidad) y Yuan (remoto/distante).
En el año 964 durante la dinastía Song, el Condado Yanxi (延熹县) fue renombrado como Ningyuan (宁远县) nombre de la frase; "tranquilidad en las tierras distantes" (远方安宁 Yuǎnfāng ānníng). El cambio de nombre respondía a políticas de pacificación y control territorial en áreas periféricas. A diferencia de muchos nombres antiguos, Ningyuan ha perdurado más de 1000 años, demostrando su arraigo cultural.